# Jonathan Ceceña
Jonathan Antonio Ceceña Stephenson (El Chorrillo, Panamá, 1 de marzo de 1999) es un futbolista panameño que juega como delantero que juega actualmente en el Mount Pleasant FA de la Liga Premier Nacional de Jamaica.

## Trayectoria

### Inicios
Jonathan Cedeña nació en el barrio del El Chorrillo, se formó en las categorías inferiores del Chorrillo FC disputando varios partidos en los torneos de reservas.

### CD Universitario
Pasó al primer equipo que ahora se llama CD Universitario en donde su debut con el primer equipo se da por un partido del Torneo de Copa 2018-2019 el 30 de octubre de 2018 en la victoria 3 a 0 contra el Santa Gema FC en el Estadio Miraflores en donde marca 1 gol, quedaron subcampeón de dicho torneo en donde perdieron la final 3 a 4 por penales tras quedar un marcador de 1 a 1 contra el Costa del Este FC en donde fue titular y jugó todo el partido. Su debut en la Primera División de Panamá fue el 2 de febrero de 2019 en la victoria 0 a 3 contra el Alianza FC en el Estadio Luis Ernesto Cascarita Tapia en donde marca 1 gol. Disputó 11 partidos y anotó 2 goles en el Torneo Clausura 2019 llegando hasta los playoff del torneo.

### CD Plaza Amador
El 4 de julio de 2019 fue anunciado como nuevo jugador del CD Plaza Amador. Debutó con el club el 24 de agosto de 2019 en la victoria 1 a 0 contra el CA Independiente en el Estadio Maracaná de Panamá en donde marcó el gol de la victoria. Disputó 16 partidos y anotó 5 goles en el Torneo Apertura 2019 en donde fue escogido como el jugador revelación de dicho torneo. Jugó 5 partidos en el Torneo Apertura 2020 porque fue declarado desierto, en el Torneo Clausura 2020 jugó 10 partidos y anotó 1 gol.

### CF Intercity
En el 1 de febrero de 2021 fue anunciada su llegada al CF Intercity. No pudo debutar con el club, pero logaron el ascenso a la Segunda Federación.

### CA Independiente
El 29 de junio de 2021 fue anunciado como nuevo jugador del CA Independiente. Debutó con el club el 7 de agosto de 2021 en la derrota 1 a 3 contra el Herrera FC en el Estadio Agustín Muquita Sánchez entrando al minuto 46. En el Torneo Clausura 2021 disputó 11 partidos y anotó 2 goles llegando hasta los playoff, en la Liga Concacaf 2021 jugó 1 partido quedándose en los octavos de final.

### SC Ollanense
El 13 de enero de 2022 fue anunciado como nuevo jugador del SC Ollanense.

### Academia Anzoátegui FC
El 23 de marzo de 2022 fue anunciado como nuevo jugador de la Academia Anzoátegui FC. Disputando la primera mitad de la Segunda División de Venezuela 2022.

### Atlante FC
El 14 de septiembre de 2022 fue anunciado como nuevo jugador del Atlante FC. Debutó con el club el 22 de septiembre de 2022 en la victoria 1 a 0 contra los Venados FC en el Estadio de la Ciudad de los Deportes entrando de cambio al minuto 90, salió campeón del Torneo Apertura 2022 Liga de Expansión en donde disputó 2 partidos.

### Alianza FC
El 19 de enero de 2023 fue anunciado como nuevo jugador del  Alianza FC. Debutó con el club el 21 de enero de 2023 en la derrota 0 a 2 contra el CD Árabe Unido en el Estadio Rommel Fernández entrando de cambio al minuto 46, jugó 8 partidos del Torneo Apertura 2023.

### CD Árabe Unido
El 31 de julio de 2023 fue anunciado como nuevo jugador del CD Árabe Unido. Debutó con el club el 12 de agosto de 2023 en la derrota 0 a 4 contra el Tauro FC en el Estadio Javier Cruz entrando al minuto 46. El 22 de agosto de 2023 fue cesado del club pero tras hablar con el jugador regreso de nuevo al club. En el Torneo Clausura 2023 jugó 10 partidos y anotó 2 goles.

### Mount Pleasant FA
El 5 de julio de 2024 fue anunciado como nuevo jugador del Mount Pleasant FA.

## Clubes
| Club                   | País      | Año         |
| ---------------------- | --------- | ----------- |
| CD Universitario       | Panamá    | 2018 - 2019 |
| CD Plaza Amador        | Panamá    | 2019 - 2020 |
| CF Intercity           | España    | 2021        |
| CA Independiente       | Panamá    | 2021        |
| SC Olhanense           | Portugal  | 2022        |
| Academia Anzoátegui FC | Venezuela | 2022        |
| Atlante FC             | México    | 2022        |
| Alianza FC             | Panamá    | 2023        |
| CD Árabe Unido         | Panamá    | 2023 - 2024 |
| Mount Pleasant FA      | Jamaica   | 2024 - act. |

## Palmarés

### Títulos nacionales
| Título               | Club       | País   | Año    |
| -------------------- | ---------- | ------ | ------ |
| Liga de Expansión MX | Atlante FC | México | 2022-A |